# Canção para Isabel
Canção para Isabel é uma telenovela brasileira produzida e exibida pela extinta Rede Tupi entre 7 de janeiro e 23 de abril de 1976, que substituiu O Velho, o Menino e o Burro. 
A história teve como ponto de partida a peça Romeu e Julieta de William Shakespeare.
Foi escrita por Heloísa Castellar e dirigida por Antônio Moura Mattos.
Dos 90 capítulos originariamente exibidos, apenas 7 foram preservados, estando atualmente sob a guarda da Cinemateca Brasileira.

## Sinopse
Rodrigo é um homem rico, que se apaixona por Isabel que é pobre. Para viverem esse amor, terão que enfrentar algumas dificuldades, entre eles a grande divergência no passado que fez com que a família de Rodrigo ficasse rica e a de Isabel ficasse pobre. 

## Elenco
- Paulo Figueiredo - Rodrigo
- Wanda Stephânia - Isabel
- Célia Helena - Maria Carolina
- Ivan Mesquita - Ramon
- Cláudia Alencar - Bia (Beatriz)
- João José Pompeo - Alfredo
- Yara Lins - Júlia
- Edwin Luisi - Felipe
- Ariclê Perez - Nancy
- Rogério Márcico - Dr. Carlos
- Ivete Bonfá - Purezinha
- Henrique César - Dorival
- Riva Nimitz - Helena
- Uccio Gaeta - Guido
- Luiz Serra - Mandraque
- Geraldo Del Rey - Dr. Aírton
- João Signorelli - Julião
- Jonas Bloch - Zico
- Walderez de Barros - Ruth
- Amauri Alvarez - Luís Antônio
- Silvio Francisco - Anselmo
- Cecília Lemes
- Cazarré - Pepe
- Mayara de Castro - Lúcia
- Analy Alvarez - Malu
- Lizete Negreiros - Justina
- Glória Nascimento - Consuelo
- Luiz Antônio Piva
- Milla Amaral
- Kito Junqueira
- Célia Paixão
- Linda Gay
- Sônia César
- Aparecida de Castro
- Myla Amaral
- Nicola Carrieri
- Pedro Paulo Zuppo
- Marilda Ramos
- Ângela Berna
- José Luís Di Santo
- Gerson Rex
- Isail O. Silva
- Márcio Zenezi
- Liliane Quialheiro
- Gladys Regina Miranda

Trilha Sonora da Novela
1. Xâmego - Fafá de Belém
2. Mineira - João Nogueira
3. Brasileirinho - Novos Baianos
4. Just To Be Close To You - The Commodores
5. Samba Per Vinicius - Ornella Vanoni & Vinícius de Moraes